# Monster High 2
Monster High 2 es una película de fantasía musical de acción real de 2023 y una secuela de Monster High: The Movie dirigida por Todd Holland y escrita por Todd Holland, Matt Eddy y Billy Eddy. se lanzó tanto en Paramount+ como en Nickelodeon en los Estados Unidos el 5 de octubre de 2023.
Basada en la franquicia de muñecas de moda homónima de Mattel y producida por su división de televisión y Brightlight Pictures, la película ve el regreso de Miia Harris, Ceci Balagot, Nayah Damasen, Case Walker, Jy Prishkulnik y Steve Valentine como Clawdeen Wolf, Frankie Stein, Draculaura, Deuce Gorgon, Cleo De Nile y Drácula respectivamente junto con Lina Lecompte, Justin Derickson, Marci T. House, Scotch Ellis Loring, Nasiv Sall y Lilah Fitzgerald y los recién llegados como Ana Ortiz, Bonale Fambrini, Kyra Leroux y Salena Qureshi.

## Trama
Clawdeen Wolf se ha convertido en un monstruo famoso después de que salvó Monster High del hijo del Sr. Edward "Eddy" Hyde Sr, Edward "Eddy" Hyde Jr. Todos quieren hablar con ella debido a un video de EekTok. Clawdeen llega a la fiesta con Frankie Stein para poder ir juntos a la fiesta de cumpleaños de Draculaura. Durante la fiesta, Clawdeen dice que desearía no ser popular, pero Deuce Gorgon le dice que así es la popularidad.
Es el primer día de regreso y todos están pasando el rato en el Coffin Bean de la escuela hasta que un hombre gato llamado Toralei Stripe regresa inesperadamente después de estudiar en el extranjero en Scaris, Francia, durante un año. Toralei no aprueba los medio monstruos ni la brujería en la escuela, y muestra las cicatrices en su brazo derecho hechas por las brujas que la atacaron en Scaris. Clawdeen se enfrenta a Toralei, pero ella sonríe y se va.
Clawdeen, Draculaura y Frankie están fuera de la escuela hasta que un grupo de monstruos liderados por Demi Boovais se acerca a Clawdeen. Demi le cuenta a Clawdeen que ella también es mitad monstruo y que Clawdeen es la razón por la que vino a Monster High. Draculaura y Frankie caminaban hacia clase, hasta que un nuevo estudiante se topa con Draculaura. El nuevo estudiante se presenta como Ellis, que es un vampiro como Draculaura. Los dos terminan pareciendo disfrutar de la compañía del otro.
Durante una asamblea, la escuela da la bienvenida a los nuevos alumnos. La directora Bloodgood anuncia los dos candidatos que se postulan para prefecto, que son Clawdeen y Toralei. Clawdeen dice que quiere convertirse en prefecta porque su madre Selena fue prefecta una vez y quiere asegurarse de que la brujería y los semihumanos puedan quedarse en Monster High.
Más tarde esa noche, Draculaura está practicando magia en el patio cuando Ellis la ve y le dice que no oculte su magia, ya que él también practica brujería y por eso vino a la escuela, y se unen por ser los únicos vampiros en Monster High que hacer brujería. Más tarde, Claudeen está en su habitación con Frankie y le dice que está muy estresada porque tiene que lidiar con las preguntas que le hace Cleo sobre ser elegida como perfecta, pero de repente, aparecen unas brujas dentro de la habitación, llega Draculaura. y Clawdeen ahuyenta a las brujas con su rugido de súper hombre lobo. Luego, en la oficina de Bloodgood, Clawdeen, Frankie y Draculaura le informan a Bloodgood sobre lo sucedido en su habitación, pero Toralei y su manada llegan y le dicen a Bloodgood que seguramente fue Draculaura quien atrajo a las brujas, ya que ella es una, pero Clawdeen y sus Los amigos confrontan a Toralei para aclarar que ella no conoce los monstruos y que Draculaura es inocente, pero Bloodgood anuncia que está prohibiendo toda brujería en toda la escuela.

## Producción

### Desarrollo
El 25 de octubre de 2022, Mattel y Nickelodeon anunciaron la luz verde para una secuela de Monster High: The Movie después de reclamar el lugar como la película/película infantil y familiar número uno en Paramount+ durante su semana de lanzamiento y llegó a más de 4 millones de espectadores en total en toda su cadena. fin de semana de estreno en Nickelodeon y sus canales hermanos excepto (Nick at Nite y TeenNick). Todd Holland regresaría como director y productor ejecutivo, Fred Soulie, vicepresidente senior y gerente general de Mattel Television, Phil Breman, vicepresidente de desarrollo de acción en vivo en Mattel y Adam Bonnett también regresarían como productores ejecutivos con el guion escrito por Matt y Billy Eddy, con historia de Todd Holland, Matt Eddy y Billy Eddy.

### Promoción
El 4 de marzo de 2023, Miia Harris, Ceci Balagot, Nayah Damasen y Case Walker aparecieron en los Kids' Choice Awards para promocionar la película con su adelanto y su adelanto.
El 15 de septiembre de 2023, se subió el tráiler completo de Monster High 2 al canal oficial de YouTube de Paramount+.

### Estreno
La película se estrenó simultáneamente en Paramount+ y Nickelodeon el 5 de octubre de 2023.

## Banda sonora
La banda sonora de la película se lanzó sin revelar a los servicios de transmisión de música el 20 de septiembre de 2023.